# Entropia d'entrellaçament

Aquest vídeo demostra la diferència entre estats quàntics entrellaçats i correlacionats clàssicament quan es considera la polarització dels fotons. A l'escena de l'esquerra, la font produeix parells de fotons en estat singlet, que s'entrellaça al màxim. A l'escena de la dreta, els parells de fotons es creen en un estat de singlet desfasat, que està barrejat i només es correlaciona clàssicament. En ambdues escenes, hi ha una font de parells de fotons al centre. Un fotó de cada parell es propaga a l'estació de detecció de l'esquerra i el seu fotó soci es propaga a l'estació de detecció de la dreta. Cada estació de detecció consta d'un divisor de feix polaritzador i dues pantalles de detecció. Les estacions de detecció poden mesurar la polarització dels fotons entrants en diferents bases polaritzades linealment. El vídeo consta de tres parts. A la primera part, els fotons es mesuren en la base H/V. Tant els estats entrellaçats com els clàssics correlacionats donen lloc als mateixos resultats de mesura (fins a fluctuacions aleatòries que són intrínseques a les mesures quàntiques). A la segona part, les mesures es realitzen en diferents bases, on es fa evident la diferència entre els dos estats. A la tercera part, només es representen les probabilitats de deteccions de fotons i les estacions de detecció es giren sense problemes en tot el rang de polaritzacions lineals. Tot i que les probabilitats per a l'estat de correlació clàssica varien a mesura que augmenta l'angle de rotació, les probabilitats per a l'estat de singlet entrellat romanen constants.

L'entropia d'entrellaçament és una mesura del grau d'entrellaçament quàntic entre dos subsistemes que constitueixen un sistema quàntic compost de dues parts. Donat un estat quàntic bipartit pur del sistema compost, és possible obtenir una matriu de densitat reduïda que descrigui el coneixement de l'estat d'un subsistema. L'entropia d'entrellaçament és l'entropia de Von Neumann de la matriu de densitat reduïda per a qualsevol dels subsistemes. Si és diferent de zero, és a dir, el subsistema està en un estat mixt, indica que els dos subsistemes estan entrellaçats.
Més matemàticament; si un estat que descriu dos subsistemes A i B {\displaystyle |\Psi _{AB}\rangle =|\phi _{A}\rangle |\phi _{B}\rangle } és un estat separable, després la matriu de densitat reduïda {\displaystyle \rho _{A}=\operatorname {Tr} _{B}|\Psi _{AB}\rangle \langle \Psi _{AB}|=|\phi _{A}\rangle \langle \phi _{A}|} és un estat pur. Per tant, l'entropia de l'estat és zero. De la mateixa manera, la matriu de densitat de B també tindria 0 entropia. Per tant, una matriu de densitat reduïda amb una entropia diferent de zero és un senyal de l'existència d'entrellaçament al sistema.
Moltes mesures d'entrellaçament es redueixen a l'entropia d'entrellaçament quan s'avaluen en estats purs. Entre aquests es troben:
- Enredament destil·lable.
- Cost de l'enredament.
- Enredament de formació.
- Entropia relativa de l'entrellat.
- Enredament aixafat.

Algunes mesures d'entrellaçament que no es redueixen a l'entropia d'entrellaçament són:
- Negativitat.
- Negativitat logarítmica.
- Robustesa de l'entrellat.[5]